# Alycia Debnam-Carey
Alycia Jasmin Debnam-Carey, född 20 juli 1993 i Sydney, är en australisk skådespelare. Hon är mest känd för sina roller Lexa kom trikru i TV-serien The 100 och Alicia Clark i AMCs TV-serie Fear the Walking Dead..

## Filmografi

### Filmer
| År   | Titel             | Roll             | Noter          |
| ---- | ----------------- | ---------------- | -------------- |
| 2003 | Martha's New Coat | Elsie            |                |
| 2008 | Jigsaw Girl       | Caitlyn          | Kortfilm       |
| 2010 | At the Tattooist  | Jane             | Kortfilm       |
| 2011 | The Branch        | Mia              | Kortfilm       |
| 2014 | Into the Storm    | Kaitlyn Johnston |                |
| 2014 | The Devil's Hand  | Mary             |                |
| 2016 | Friend Request    | Laura Woodson    |                |
| -    | Liked             | Roxy             | Postproduktion |

### TV-framträdanden
| År        | Titel                 | Roll                  | Noter                 |
| --------- | --------------------- | --------------------- | --------------------- |
| 2006      | McLeods döttrar       | Chloe Sanderson       | 1 avsnitt             |
| 2008      | Dream Life            | Cassie                | 2 avsnitt             |
| 2008      | Resistance            | Genevieve "Gen" Leone |                       |
| 2010      | Dance Academy         | Mia                   | 1 avsnitt             |
| 2014      | Galyntine             | Essin                 |                       |
| 2014-2020 | The 100               | Lexa kom trikru       | 22 avsnitt            |
| 2015-     | Fear the Walking Dead | Alicia Clark          | Huvudroll, 20 avsnitt |